# Weezer (album uit 1994)
Weezer is het debuutalbum van de Amerikaanse alternatieve rockband Weezer uit 1994. Om verwarring met vier latere gelijknamige albums te voorkomen staat het ook bekend als The Blue Album, vanwege de blauwe hoes.

## Achtergrond
Het album verscheen in 1994 op het label DGC Records en werd geproduceerd door Ric Ocasek van The Cars.  Weezer werd opgenomen en gemixt in de Electric Lady Studios in New York in augustus en september 1993.
In 2004 verscheen ook een deluxe-editie met extra nummers.

## Ontvangst
Weezer werd een succes, mede dankzij de populaire videoclips geregisseerd door Spike Jonze. Het album heeft de status van driemaal platina in de Verenigde Staten en ontving perfecte beoordelingen van vele toonaangevende recensenten.

## Tracks
| Nr. | Titel                                 | Duur |
| --- | ------------------------------------- | ---- |
| 1.  | My Name Is Jonas                      | 3:24 |
| 2.  | No One Else                           | 3:04 |
| 3.  | The World Has Turned and Left Me Here | 4:19 |
| 4.  | Buddy Holly                           | 2:39 |
| 5.  | Undone - The Sweater Song             | 5:05 |
| 6.  | Surf Wax America                      | 3:06 |
| 7.  | Say It Ain't So                       | 4:18 |
| 8.  | In the Garage                         | 3:55 |
| 9.  | Holiday                               | 3:24 |
| 10. | Only in Dreams                        | 7:59 |

### Dusty Gems and Raw Nuggets
Bonusdisk van de deluxe-editie uit 2004
| Nr. | Titel                                | Duur |
| --- | ------------------------------------ | ---- |
| 1.  | Mykel and Carli                      | 2:53 |
| 2.  | Susanne (remix)                      | 2:47 |
| 3.  | My Evaline                           | 0:44 |
| 4.  | Jamie                                | 4:19 |
| 5.  | My Name Is Jonas (live)              | 3:39 |
| 6.  | Surf Wax America (live)              | 4:01 |
| 7.  | Jamie (akoestisch live)              | 4:03 |
| 8.  | No One Else (akoestisch live)        | 3:23 |
| 9.  | Undone - The Sweater Song (demo)     | 5:33 |
| 10. | Paperface                            | 3:01 |
| 11. | Only in Dreams (demo)                | 5:47 |
| 12. | Lullaby for Wayne                    | 3:36 |
| 13. | I Swear It's True                    | 2:57 |
| 14. | Say It Ain't So (originele albummix) | 4:16 |

## Muzikanten
- Rivers Cuomo: zang, gitaar, keyboard, mondharmonica
- Brian Bell: gitaar, achtergrondzang
- Matt Sharp: basgitaar, achtergrondzang
- Patrick Wilson: drums, percussie, achtergrondzang